# Poviglio
Poviglio (Puii nel dialetto locale, Puvî in dialetto reggiano) è un comune italiano di 7 177 abitanti della provincia di Reggio Emilia in Emilia-Romagna. Distante 19  km dal capoluogo Reggio si trova a nord della provincia, nella bassa reggiana.

## Geografia fisica
Poviglio è situata nella pianura Padana, a 19 km a nord-ovest di Reggio Emilia. Il territorio comunale confina a nord con Boretto, ad est con Castelnovo di Sotto, a sud con Gattatico e ad ovest con Brescello. Il comune è composto, oltre che dal capoluogo, dalle frazioni di Enzola, Fodico, Godezza, San Sisto.
Poviglio fa parte dell'area geografica denominata Bassa padana.
Gli abitanti di Poviglio sono chiamati povigliesi

## Storia
I primi insediamenti storici stabili nell'area di Poviglio risalgono all'età del bronzo (XVI-X secolo a.C.). Le indagini archeologiche hanno individuato alcuni insediamenti propri della Cultura delle Terramare, tra questi la Terramara di Santa Rosa di Fodico. Gli scavi archeologici condotti Università degli Studi di Milano sin dal 1983 nell'area della Terramara di Santa Rosa hanno portato alla luce imponenti strutture idrauliche dell'età del bronzo.
In epoca romana l'area di Poviglio faceva parte della centuriazione dei vicini municipii di Brixellum (Brescello) e Tannetum (Sant'Ilario d'Enza). I resti di ville rustiche e impianti di produzione, che ancora oggi affiorano dai campi coltivati, attestano la densità abitativa dell'area in epoca romana.
La più antica menzione del toponimo di Poviglio risale all'Alto Medioevo.
Oggi, la nascita del paese viene legata ad una leggenda romana secondo la quale i fondatori di Poviglio furono due pupilii, cioè due piccoli orfani, rappresentati nello stemma comunale da due putti. Verosimilmente, però, da ciò che si evince dai documenti storici e dai dati archeologici, il primo insediamento di Poviglio risalirebbe al IX-X sec. d.C.
Nel 1005 il nome di Pupilium è citato come una delle chiese episcopali delle diocesi di Parma. In altri documenti dell'XI secolo, Castrum Popilii è descritto come un borgo fortificato strategico lungo la Via Romana che collegava Reggio Emilia a Brescello, un punto di attraversamento cruciale sul fiume Po. In altri documenti del 1022 il toponimo altomedievale di Poviglio appare nelle forme Pupilli e Pupilii.
Nel Rinascimento il centro di Poviglio è rappresentato dal suo castello, che negli anni fu possesso dei Dal Verme, dei Gonzaga, dei Farnese fino ai Borboni.
Poviglio divenne una piazzaforte molto importante com'è deducibile da fonti storiche del XVII secolo che la illustrano come una struttura perimetrale poligonale a stella, con bastioni angolari a saliente verso la campagna e progressivamente dotato di avancorpi fortificati. Era, infatti, l'unico borgo del Ducato di Parma e Piacenza che si trovava sulla strada che collega Reggio Emilia con Brescello, entrambe estensi. Col Trattato di Firenze Poviglio entrò a far parte del Ducato di Modena e Reggio e, 12 anni dopo, nel 1860 venne inclusa nel neonato Regno d'Italia.
La struttura poligonale stellata della piazzaforte di Poviglio è ormai totalmente scomparsa. All'inizio del XVIII secolo le mura e i fossati vennero progressivamente smantellati e il perimetro originale della fortezza è riconoscibile solo nella moderna topografia della città o con analisi di telerilevamento.

## Monumenti e luoghi d'interesse

### Architetture religiose
- Chiesa parrocchiale di Santo Stefano nel capoluogo di Poviglio. Nel corso dei secoli ha visto aggiungersi corpi e sovrapposizioni, che, comunque, non ne hanno intaccato lo stile originario. Anche la torre campanaria è stata più volte rifatta ma conserva il primitivo stile di costruzione settecentesco. Sul portale principale è collocato un fregio in ceramica raffigurante il martirio di Santo Stefano, realizzato negli anni '50 dall'artista Oreste Carpi.
- Chiesa di San Sisto Papa e Martire, nella frazione di San Sisto
- Chiesa di San Giacomo Maggiore Apostolo nella frazione di Fodico
- Chiesa di San Bartolomeo Apostolo nella frazione di Enzola

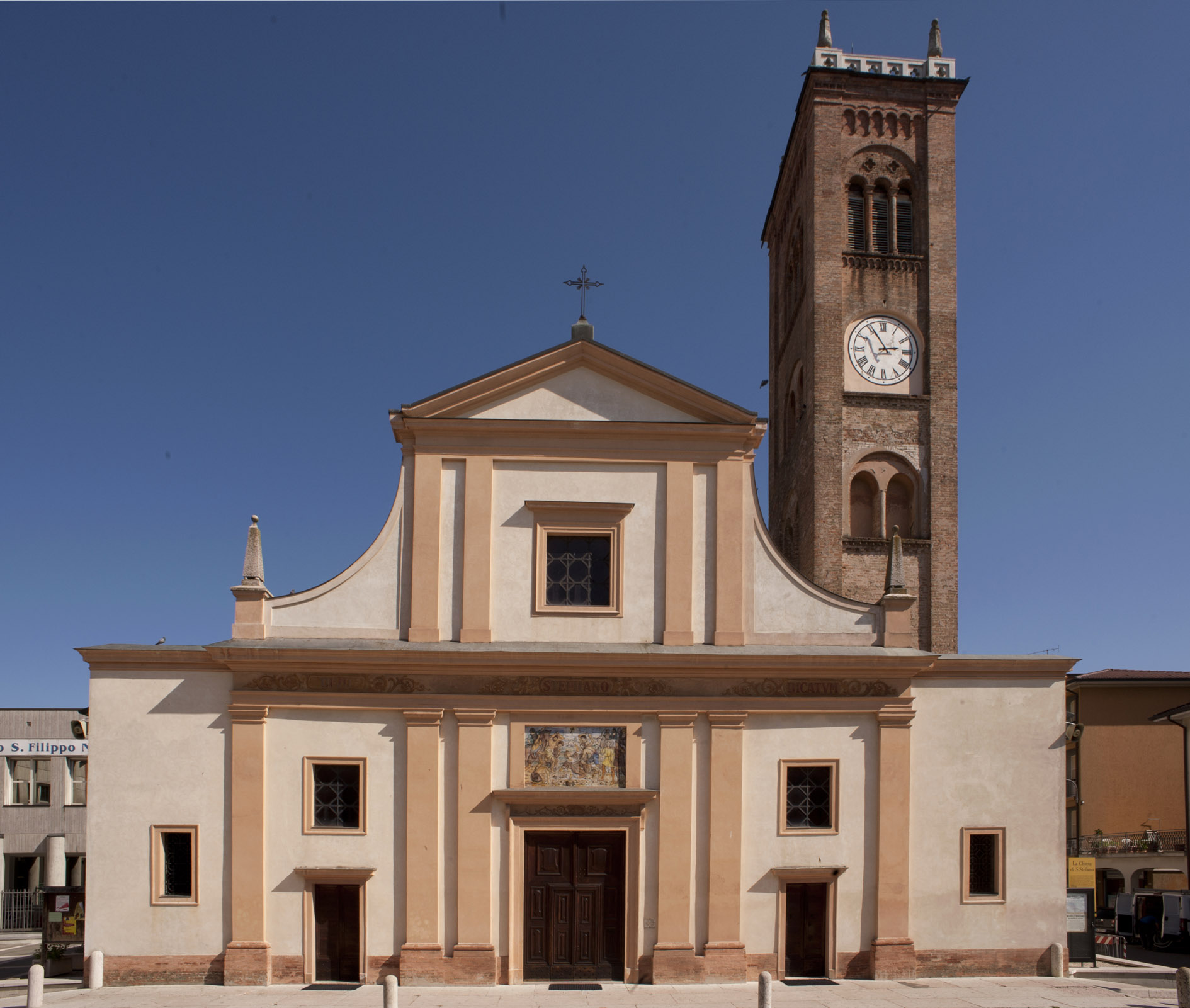
Chiesa di Santo Stefano Protomartire
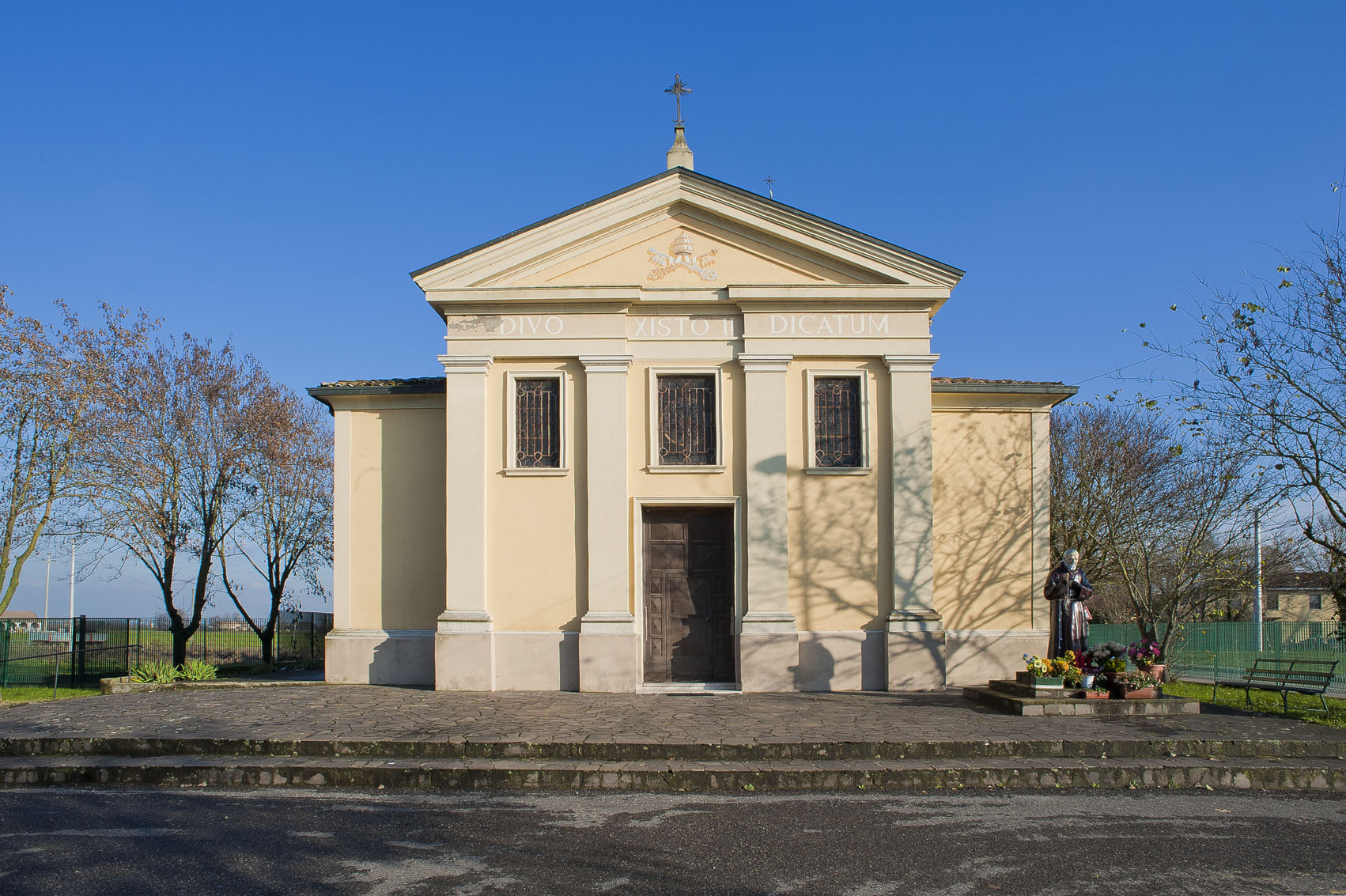
Chiesa di San Sisto a san Sisto
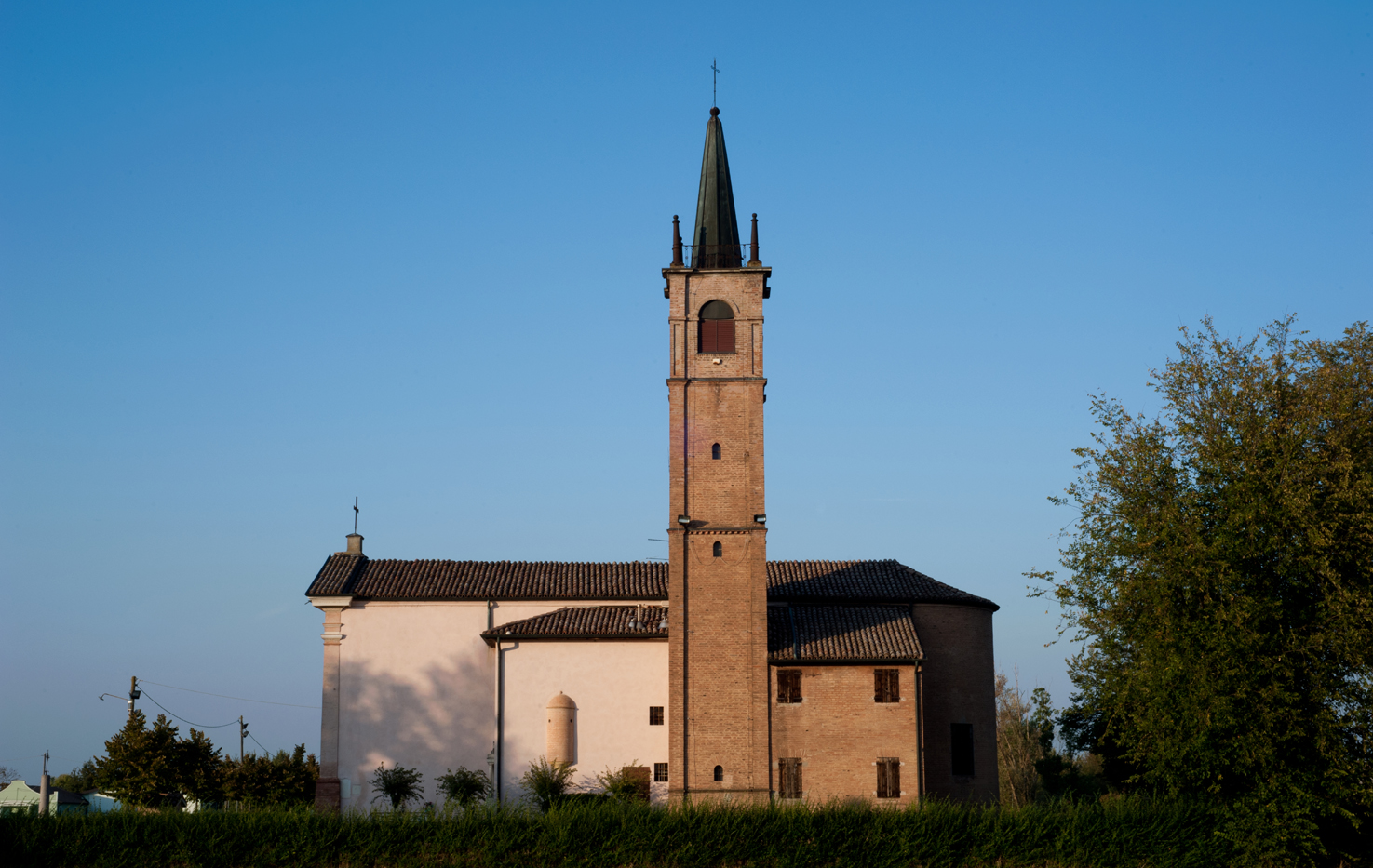
Chiesa di San Giacomo Maggiore a Fodico
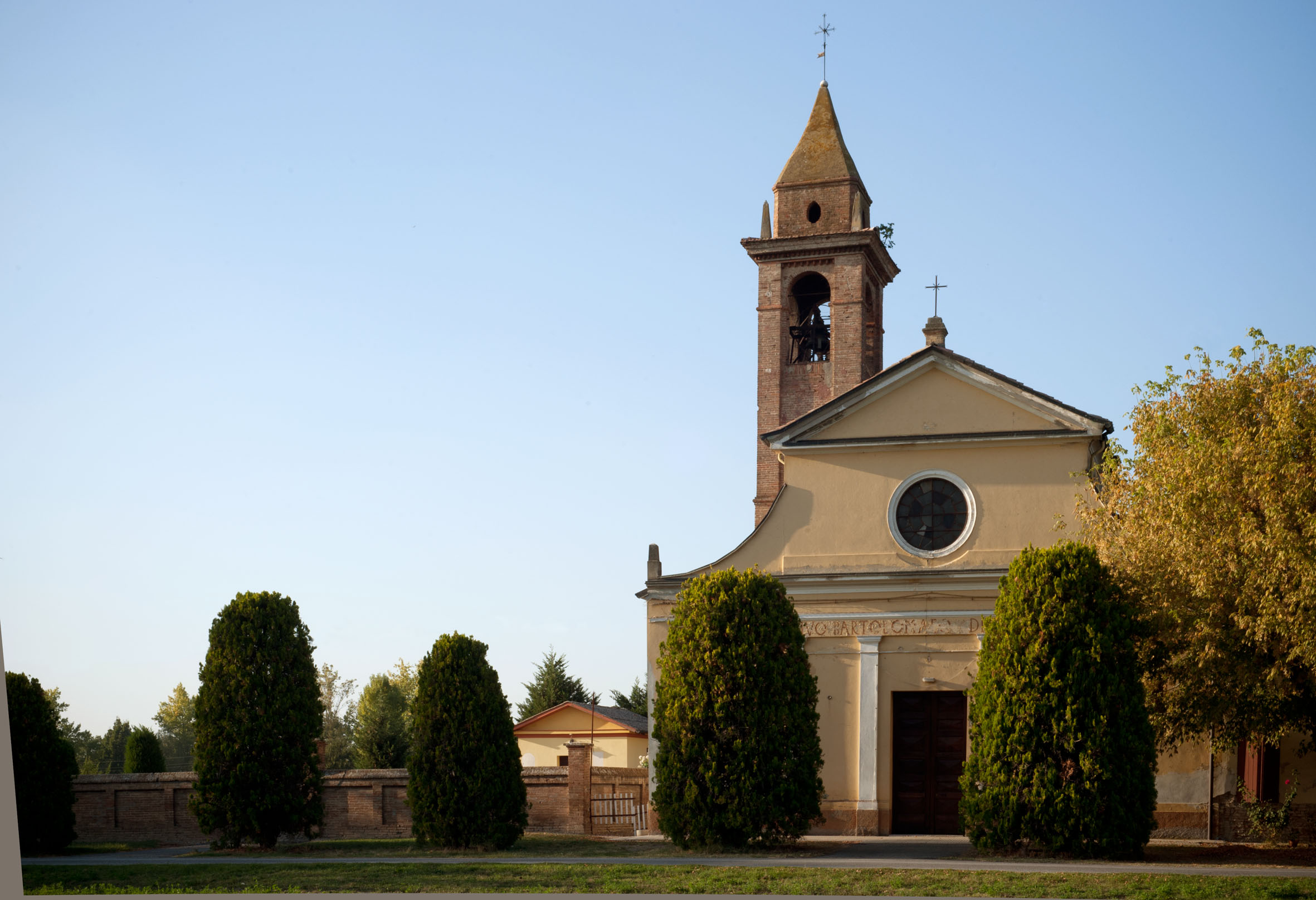
Chiesa di San Bartolomeo a Enzola

### Architetture civili
Nel territorio comunale spiccano alcuni edifici civili di particolare pregio architettonico, la maggior parte dei quali furono eretti da famiglie della piccola nobiltà dell'area emiliano-padana per adibirli a loro dimore rustiche. Tra essi si segnalano: 
- Villa Pollina (XVII sec.), a San Sisto;
- Palazzina Calvi (XVII sec.), già proprietà della famiglia Paolucci de' Calboli, nella medesima frazione;
- Casino Ziveri (XVIII sec.), con vicino oratorio, in località Poggio;
- Il Serraglio (XVII sec.), in località Case Gialdi;
- Torre degli Scardovi (XVII sec.), al confine nord del Comune;
- Corte di Enzola (XVII sec.), nella frazione omonima;
- Villa Garbarino (XVIII sec.);
- Villa Benassi Pallavicino (XIX sec.), a San Sisto;
- Casino Tagliavini (XVIII sec.), in località Burra;
- Casino Pomarelli (XVIII sec.), in via Cantone;
- Casino la Noce (XVIII sec.), in località La Noce;
- Villa Corazza (XIX sec.), in via Parma;
- Villino Ferrari (inizi XX sec.), in stile déco;
- Villino Iemmi (1921), in paese;
- Villino Larini (1928), in stile déco;
- Palazzo Bertozzi (anni '20 del XX sec.), in piazzale della Vittoria.

### Altri luoghi
Terramara di Santa Rosa. Si tratta di un insediamento terramaricolo di 7 ettari situato nella frazione di Fodico.
Il sito è il più importante e studiato della zona e gli scavi estivi durano 2 o 3 mesi ogni anno e sono finanziati dal Ministero per i Beni Culturali e Ambientali il quale viene appoggiato dal comune.
I lavori sono effettuati da giovani professionisti della Cooperativa "Archeosistemi" di Reggio Emilia e della Società "Geoarcheologia" di Milano, coadiuvate da studenti delle Università di Milano, Verona e Bologna.
La Terramara, inoltre, è un tipico esempio degli insediamenti padani dell'Età del bronzo che tra il XV e il XII secolo a.C. interessavano la parte centrale della Pianura Padana costituendo uno dei più grandi episodi di popolamento in Europa.
Sono 4.000 i metri quadrati di superficie antica messa in luce, che fanno dello scavo di S. Rosa il più grande in Europa e uno dei maggiori nel mondo sia per estensione che per il tipo di ricerche condotte.

## Società

### Evoluzione demografica
Abitanti censiti

### Etnie e minoranze straniere
Al 31 dicembre 2023 gli stranieri residenti a Poviglio sono 941, pari al 12,87% della popolazione comunale.
Le nazionalità più numerose al 2018 sono:
- India: 311
- Marocco: 117
- Romania: 81
- Pakistan: 49
- Cina: 46
- Senegal: 44

## Cultura

### Musica
Poviglio ha una lunga tradizione nell'ambito della musica underground. A partire dai primi anni '80 si formò una serie di gruppi musicali hardcore punk il più noto dei quali è i Raw Power dei fratelli Giuseppe (scomparso nel 2002) e Mauro Codeluppi, band ancora esistente con all'attivo decine di LP e CD. A questi ha fatto seguito negli anni una lunga serie di gruppi HC, tra cui i Distress, SSP, Violent Charge, S.G.R., Los Krotos ed Offsound, band formata dallo scomparso Luca "Lupus" Carpi, cui l'amministrazione comunale ha intitolato la sala della locale scuola di musica. Nella sala prove comunale hanno spazio anche altre band della zona dedite al genere. Poviglio è anche sede di festival musicali di grandi dimensioni con band europee e d'oltreoceano (Agnostic Front, Ratos de Porao, D.R.I.,Poison Idea, Nuclear Assault, ecc) organizzati sotto il marchio PHC (PoviglioHC). Nell'ottobre 2014 si è tenuta una mostra sulla musica punk indipendente degli anni '80 chiamata "ANARCORE80" in cui sono state esposte tutte le produzioni musicali e cartacee del periodo. A queste iniziative si aggiungono in settembre l'annuale "Jimi Hendrix Day" e il 23 dicembre la "Notte delle chitarre", che si tengono nel locale circolo ARCI.

### Cucina
La cucina povigliese rispecchia fedelmente le tradizioni e i sapori della zona.
I primi piatti offrono una vasta gamma di scelte: tortelli verdi con ripieno a base di bietole o spinaci, tortelli di zucca, cappelletti in brodo, lasagne, tagliatelle al ragù, maltagliati coi fagioli e gnocchi di patate.
I secondi piatti, invece, aprono con il classico bollito con salsa verde, zampone e cotechino, fagioli e purè, coniglio e pollo fritti o alla cacciatora.
Una ricetta da ricordare è l'erbazzone, una torta salata a base di spinaci.
Ottima è la produzione di Lambrusco e salumi come salame, coppa e culatello. Nelle sagre e nelle fiere i salumi e il Lambrusco vengono accompagnati dal gnocco fritto.
Tra i dolci tipici troviamo i tortellini natalizi, cotti al forno con ripieno di marmellata e noci, le chiacchiere (a Carnevale), la spongata e il nocino, tipico infuso di questa terra.

## Geografia antropica

### Frazioni
La frazione più grande ed importante è San Sisto, sulla provinciale per Parma e la Godezza. Le altre frazioni sono Casalpò, Enzola e Fodico. In direzione per Boretto vi è anche una piccola località chiamata Sant'Anna.

## Amministrazione

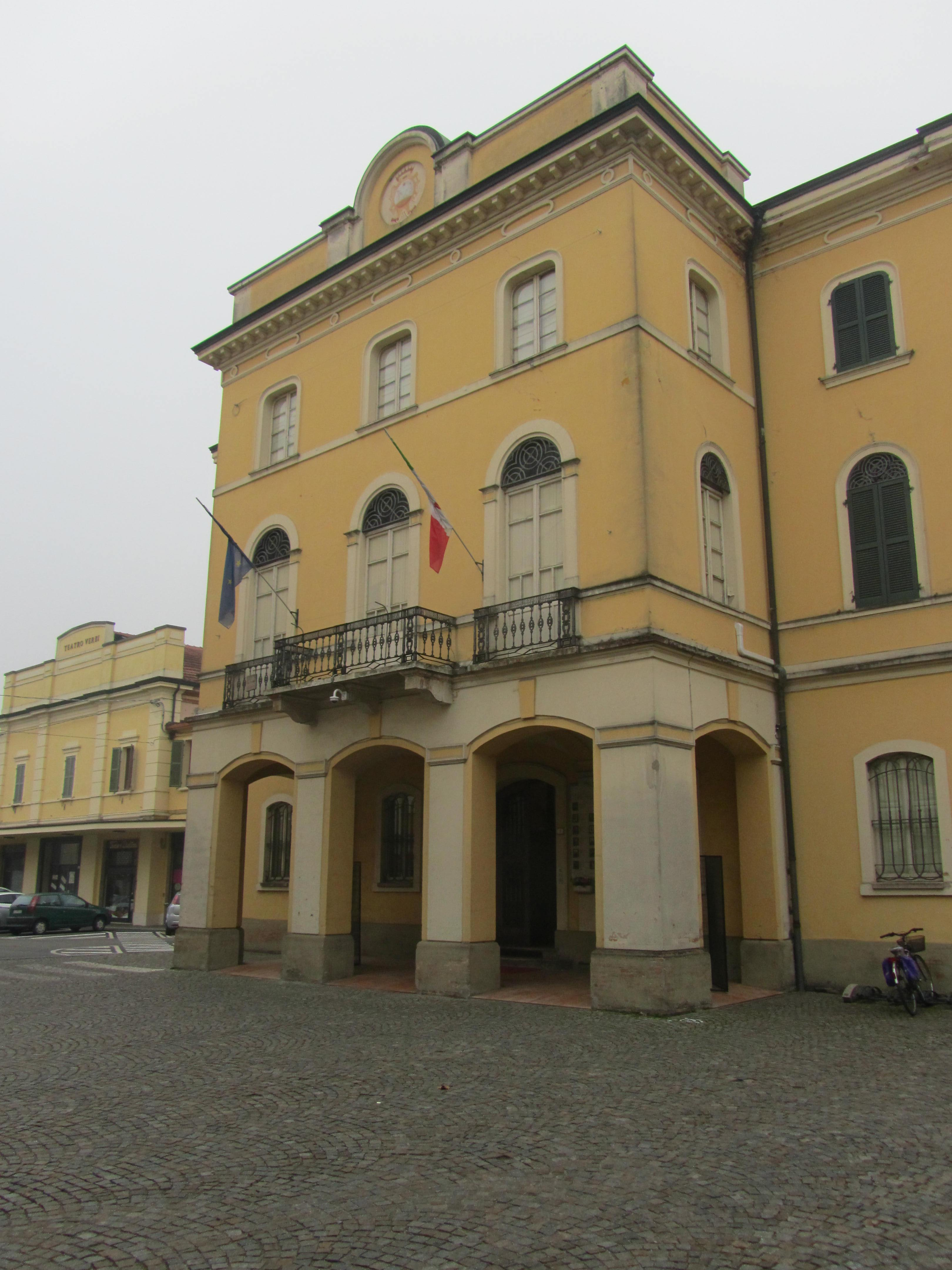
Il municipio di Poviglio

Il Sindaco è Filippo Ferrari, eletto nella consultazione del 9 giugno 2024. La lista civica da lui guidata, "Poviglio in Dialogo", ha ottenuto 2.294 preferenze, pari al 65,58%, sconfiggendo l'Amministrazione uscente guidata da Cristina Ferraroni.
Di seguito è presentata una tabella relativa alle amministrazioni che si sono succedute in questo comune.
| Periodo         | Periodo        | Primo cittadino    | Partito                          | Carica  | Note   |
| --------------- | -------------- | ------------------ | -------------------------------- | ------- | ------ |
| 15 gennaio 1987 | 14 giugno 1999 | Gianni Grassi      | PCI, PDS                         | Sindaco | [ 16 ] |
| 14 giugno 1999  | 8 giugno 2009  | Stefano Carpi      | lista civica                     | Sindaco | [ 16 ] |
| 8 giugno 2009   | 27 maggio 2019 | Giammaria Manghi   | lista civica Ascoltare Poviglio  | Sindaco | [ 16 ] |
| 27 maggio 2019  | 10 giugno 2024 | Cristina Ferraroni | lista civica Ascoltare Poviglio  | Sindaco | [ 16 ] |
| 10 giugno 2024  | in carica      | Filippo Ferrari    | lista civica Poviglio in Dialogo | Sindaco | [ 16 ] |

### Gemellaggi
- Plédran[17]

### Consulte di Frazione[18]
Nel 2010 l'amministrazione comunale ha approvato l'istituzione di due Consulte di frazione, ambedue elette a suffragio universale e diretto: una dai cittadini residenti nelle località di San Sisto, Enzola, Casalpò e Godezza, l'altra da quelli residenti a Fodico. I due consessi frazionali, composti rispettivamente da tre e sette membri (tra cui sono designati un presidente, un vicepresidente e un segretario) hanno natura squisitamente civica e hanno funzioni di carattere consultivo e propositivo sui temi legati al decentramento. Il mandato delle due Consulte coincide con quello del consiglio comunale.

## Ferrovie
Poviglio è sprovvista di una propria stazione ferroviaria, anche se fino al 1955, anno in cui fu smantellata la linea, era servita da una fermata lungo la ferrovia Reggio Emilia-Boretto.

## Sport
Hanno sede nel comune: la società di baseball Poviglio Baseball Club, militante in Serie A 2022-2023 e la squadra di calcio U.S. Povigliese, che ha disputato campionati dilettantistici regionali.